# João José Samouco da Fonseca
João José Samouco da Fonseca (Chamusca, 29 de Outubro de 1932 - 10 de Maio de 2020) foi um historiador, poeta, jornalista, encenador e dramaturgo português, que ficou conhecido pelo seu importante papel na investigação histórica e no desenvolvimento cultural do concelho da Chamusca.

## Biografia
Nasceu em 29 de Outubro de 1932, na Chamusca. Foi aluno na Faculdade de Medicina da Universidade de Lisboa.
Exerceu como funcionário da Câmara Municipal da Chamusca, e esteve integrado no Banco de Portugal até à sua aposentação, em 1990. Teve um papel destacado na cultura do seu concelho natal, tendo sido considerado pela Câmara Municipal como «o escritor, autor, poeta, mais profícuo de toda a história literária da Chamusca». No teatro, foi director, produtor e encenador do Grupo Cénico do Montepio União Chamusquense, tendo sido responsável pela autoria e encenação de vários espectáculos de teatro de revista. Algumas das obras mais conhecidas chegaram a ser representadas em Lisboa, como a Na Cepa Torta e Salsifré. Também foi historiador, tendo publicado a obra História da Chamusca, dividida em quatro volumes. Deixou igualmente colaboração na imprensa local, tendo fundado e editado a revista Chamusca Ilustrada, e colaborado no jornal O Mirante. Alguns dos seus textos foram musicados pelo fadista Rui Tanoeiro, que incluiu este temas num álbum publicado em 2021.
Em 2007, foi homenageado num voto público da Cãmara Municipal da Chamusca, e em 2009 o seu nome foi colocado numa rua do concelho. O seu retrato foi pintado em 2023 no exterior do edifício sede da Universidade Sénior da União das Freguesias da Chamusca e Pinheiro Grande, uma iniciativa que teve como finalidade homenagear várias figuras marcantes do concelho que se destacaram como poetas.
Faleceu em 10 de Maio de 2020, aos 87 anos de idade. Foi enterrado no dia seguinte, no cemitério da Chamusca. A Câmara Municipal emitiu uma nota de pesar, onde o recordou como uma «figura ilustre do panorama cultural chamusquense», acrescentando que «o seu desaparecimento representa uma grande perda para o património cultural e para a sociedade chamusquense. Mas o seu legado cívico e cultural e a memória da sua obra permanecerão para as gerações vindouras».

## Obras publicadas
- António Arrenega e suas melodias (1991)
- Sem papas na língua: revista local em 2 actos (1993)
- Agora é que ela vai boa : revista local em 2 actos (1994)
- Álvaro F. do Amaral Netto breve evocação da sua vida e obra (1996)
- História da Chamusca (3 volumes, 2001-2003)
- Chamusca e chamusquenses (2001)
- Teatro de revista 1962-1994 (2004)